# Adam (James Bond)
Adam é um personagem fictício  do filme Com 007 Viva e Deixe Morrer (1973), oitavo filme da franquia cinematográfica do espião britânico James Bond, criado por Ian Fleming e o primeiro estrelado por Roger Moore.

## Características
Adam é um empregado e guarda-costas de  Kananga, o ditador da pequena nação caribenha fictícia de San Monique, que também tem a identidade de Mr. Big, um grande traficante de heroína nova-iorquino. Ele é usado pelo chefe para fazer as tarefas usuais de ameaças e assassinatos que Kananga não faz pessoalmente.

## No filme
Adam aparece em várias cenas como capanga na organização, obedecendo as ordens de Kananga, e é um dos homens que prende Bond quando ele tenta entrar no esconderijo do traficante no Harlem. Depois que Bond e Solitaire são presos pelo motorista de táxi da quadrilha em Nova Orleans, Adam é o chefe dos homens que os recebem e pretende matá-lo jogando -o de um avião executivo mas Bond consegue fugir da quadrilha pelo aeroporto. Ele também transporta 007 prisioneiro ao viveiro de crocodilos de onde o agente acaba escapando da morte pulando por cima dos répteis. Mais tarde, se torna o principal perseguidor de 007 durante uma corrida de lanchas pelos pântanos da Luisiana. Primeiro, ele o persegue de carro e o espera para matá-lo num barranco do rio, mas depois de andar em alta velocidade pela estrada atrás do barco de Bond, é detido e preso pelo xerife J.W. Pepper. A perseguição entre as lanchas, porém, ao voarem sobre o pequeno barranco de terra e a cabeça de Pepper e Adam, distrai o policial permitindo a fuga do capanga, que rouba uma lancha ultrarrápida e sai em perseguição a Bond. A corrida termina quando 007 consegue jogar gasolina em Adam dentro de sua lancha e ele perde o controle do barco, entrando em velocidade dentro do compartimento de carga de um navio parado e a lancha explode no choque, com o personagem morrendo na explosão.